# 1515
1515 (MDXV) je bilo navadno leto, ki se je po julijanskem koledarju začelo na ponedeljek.

## Dogodki
- Selim I. porazi perzijsko vojsko
- vseslovenski kmečki upor

## Rojstva
- 18. februar - Valerius Cordus, nemški zdravnik in botanik († 1544)
- 28. marec - sveta Terezija Avilska, španska karmeličanka, mistikinja, cerkvena učiteljica († 1582)
- 22. julij - Filip Neri, italijanski duhovnik, mistik († 1595)

Neznan datum
- Petrus Ramus, francoski humanist, pedagog, filozof († 1572)

## Smrti
- 17. april - Mengli I. Geraj, kan Krimskega kanata (* 1445)
- 2. oktober - Barbara Zapolja, poljska kraljica in litovska velika kneginja (* 1495)